# Daniel Bosshart
Daniel Bosshart (né en 1971) est un architecte suisse alémanique connu pour son activité sporadique d'auteur de bande dessinée.

## Publications
- Geteilter Traum, Edition Moderne, 2000  (ISBN 978-3-907055-33-5).
- Alberto, Edition Moderne, 2005  (ISBN 978-3-907055-88-5).
- Metamorphosis, Edition moderne, 2012  (ISBN 978-3-03731-098-4).

## Distinctions
- 2000 : Prix Max et Moritz de la meilleure bande dessinée de langue allemande pour Geteilter Traum
- 2012 : Exposition personnelle au festival BD-FIL de Lausanne